# Yamaha PZ
Yamaha Phazer, förkortat Yamaha PZ, är en snöskoter från Yamaha, introducerad 1984. 
Yamaha Phazer är en av Yamahas mest populära snöskotermodeller och  fick flera efterföljare, som Phazer II, Phazer Deluxe, Phazer Mountain Lite, Phazer FX och Phazer GT. Den tillverkades i en version med tvåtaktsmotor mellan 1984 och 2001, men senare började Yamaha med fyrtaktsmotor. I Yamaha Phazer FX från 2007 sitter det till exempel en 500 cm3 vätskekyld fyrtaktsmotor, tagen från Yamahas motocrossmodell YZ. Effekten ligger på 80 hk från fabrik.

## Yamaha Phazer 480
Yamaha Phazer 480 presenterades 1984 och blev en väldigt populär snöskoter. Fördelarna med Phazer var att den var väldigt lätt, väldigt pålitlig och billig.
Yamaha Phazer ersattes 1990 med Phazer II, som i grunden var samma snöskoter men hade bredare spåravstånd och en annan framfjädring. Denna snöskoter såldes fram till 1993 i Sverige och fram till år 2000 i USA och Kanada. Snöskotern kom i olika utföranden: Phazer E med elstart och Phazer Long med förlängning. Den efterträddes av Yamaha Phazer 500
| Motor   | Tvåcylindrig tvåtaktare på 483 cm3 |
| Effekt  | 56 hk                              |
| Tomvikt | 215 kg                             |

## Yamaha Phazer FX
Yamaha Phazer FX introducerades 2007. Designmässigt stod dessa snöskotrar för någonting nytt. Utformningen inspirerades bland annat av sittställningen hos Yamahas motocrosscyklar i YZ-serien. Motorn baserades också på Yamaha YZ:s 250 cm3 motor.
Snöskotern hyllades i många snöskotertidningar.

## Historik
Den första Phazern introducerades 1984 och kom i två utföranden, en med elektrisk start och en utan. PZ480H hette modellen.
1985 kom modellen PZ480J. Nytt var bland annat en ny sits och en ny sekundärvariator. 1986 kom modellen PZ480K och det var i princip samma snöskoter som J-modellen, förutom dekalförändringar. År 1987 kom modellen PZ480L och även den var i princip samma snöskoter som året innan. Nytt var dock att det också kom en modellvariant som hette De Luxe, med elektrisk start. 1988 kom modellen PZ480M och det nya var nya dekaler och bokstaven M. I övrigt var det samma maskin som året innan. Inte heller modellen PZ480N som kom 1989 uppvisade några större förändringar, förutom dekalerna.
1990 kom modellen PZ480P, och nytt var att snöskotern nu kallades Phazer II. Det nya med Phazer II gentemot den föregående modellen PZ480N var en bredare spårvidd och en förändrad framfjädring, till en framfjädring mer lik den som sitter på SR540. I övrigt var det samma skoter som tidigare. Modellen som kom år 1991, PZ480R, var i princip samma snöskoter som året före. 1992 kom modellen PZ480S och den fick en ny primärvariator.
År 1993 var det sista året som Phazer II såldes i Sverige och modellen för året, PZ480T, fanns i vanlig E-modell och ST-modell (E står för elektrisk start, ST står för Short Track).
1994 kom modellen PZ480U och den fick en ny sits och nya dekaler. Med modellen PZ480V som kom 1995 kom återigen en ny sits, i övrigt samma var det samma snöskoter som året innan.
År 1996 kom modellen PZ480W, med ny sekundärvariator. Nytt var också att Yamaha introducerade versionen Mountain Lite, med en smärre modifikation i chassit för att lättare släppa ut snö.
1997 började PZ480 om från W till PZ480A i modellbeteckningarna. Nytt var också att snöskotern inte längre hette Phazer II, utan Phazer SS. Förutom namn- och emblembytet var dock egentligen ingenting nytt. Phazer SS kom även som Mountain Lite-version. 1998 kom modellen PZ480B och även den finns både i en vanlig och i en Mountain Lite-version.
1999 kom PZ480C, den sista modellen i 480-serien. Den kom enbart som Mountain Lite detta år. 
Yamaha introducerar dock samma år en ny modell, PZ500, som hade den nya ProAction framvagnen. PZ500C fick också Yamahas ProAction boggi. År 2000 kom modellen PZ500D och nytt var att Yamaha introducerade en Mountain Lite-version. Modellen PZ500F som kom år 2001 kom i tre varianter, en vanlig, en E-modell och slutligen i en Mountain Lite-version. 
År 2007 introducerade Yamaha PZ50W, som kom i en mängd utföranden. Den har en 500 cm3 fyrtaktsmotor.